# Global Cebu FC
El United Makati Football Club es un club de fútbol de Filipinas con sede en Makati. Aunque originalmente se llamaba Global Cebu y era de Cebú en el 2019 cambia de nombre y sede. Se fundó en el 2000.

## Historia

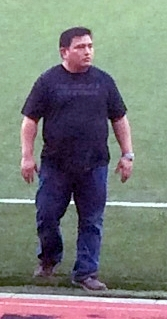
Dan Palami fue el dueño y el presidente del club desde su fundación hasta diciembre de 2017.

El club fue fundado en marzo de 2000 por un grupo de aficionados al fútbol de Tacloban formó una práctica de fútbol semanal como actividad de ocio . El grupo jugó sus primeros partidos de fútbol semanales detrás del ayuntamiento de Ciudad Quezón , y luego pasó a la de fútbol Jardín Hundido campo dentro de la Universidad de Diliman. Entonces comenzaron a participar en los torneos de menor importancia alrededor de Manila , incluyendo la Copa de Alaska, la Copa Kia , y Ang Liga, bajo el nombre de " Laos FC" Después de contratar a jugadores de fútbol de los empleados en una empresa ferroviaria Autre Porte Técnica Global , decidieron en 2009 que el club se renombraría a Global Football Club. Dan Palami , el director ejecutivo de la compañía ferroviaria fue contratado como el dueño del Global .

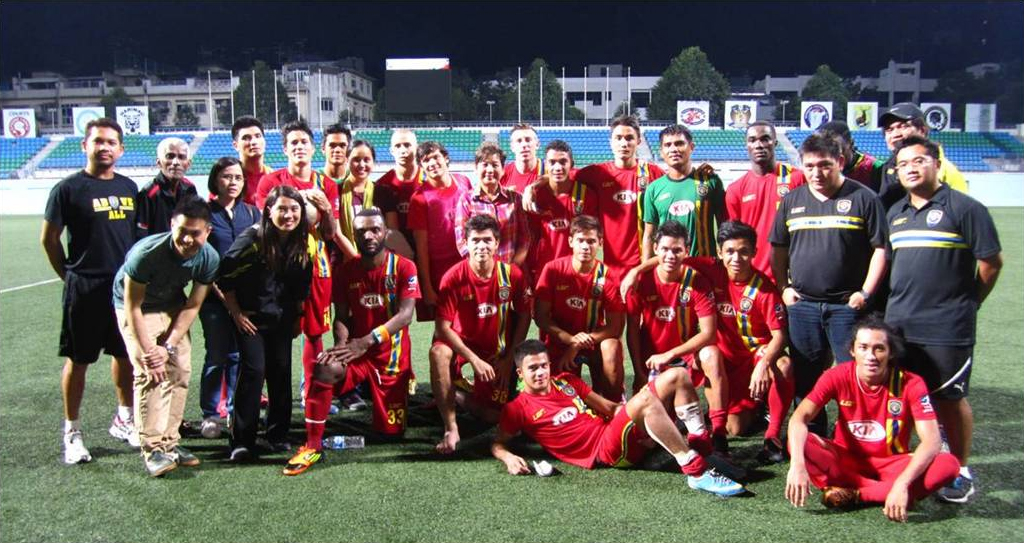
El Global FC que participó en la Copa de Singapur de 2013.

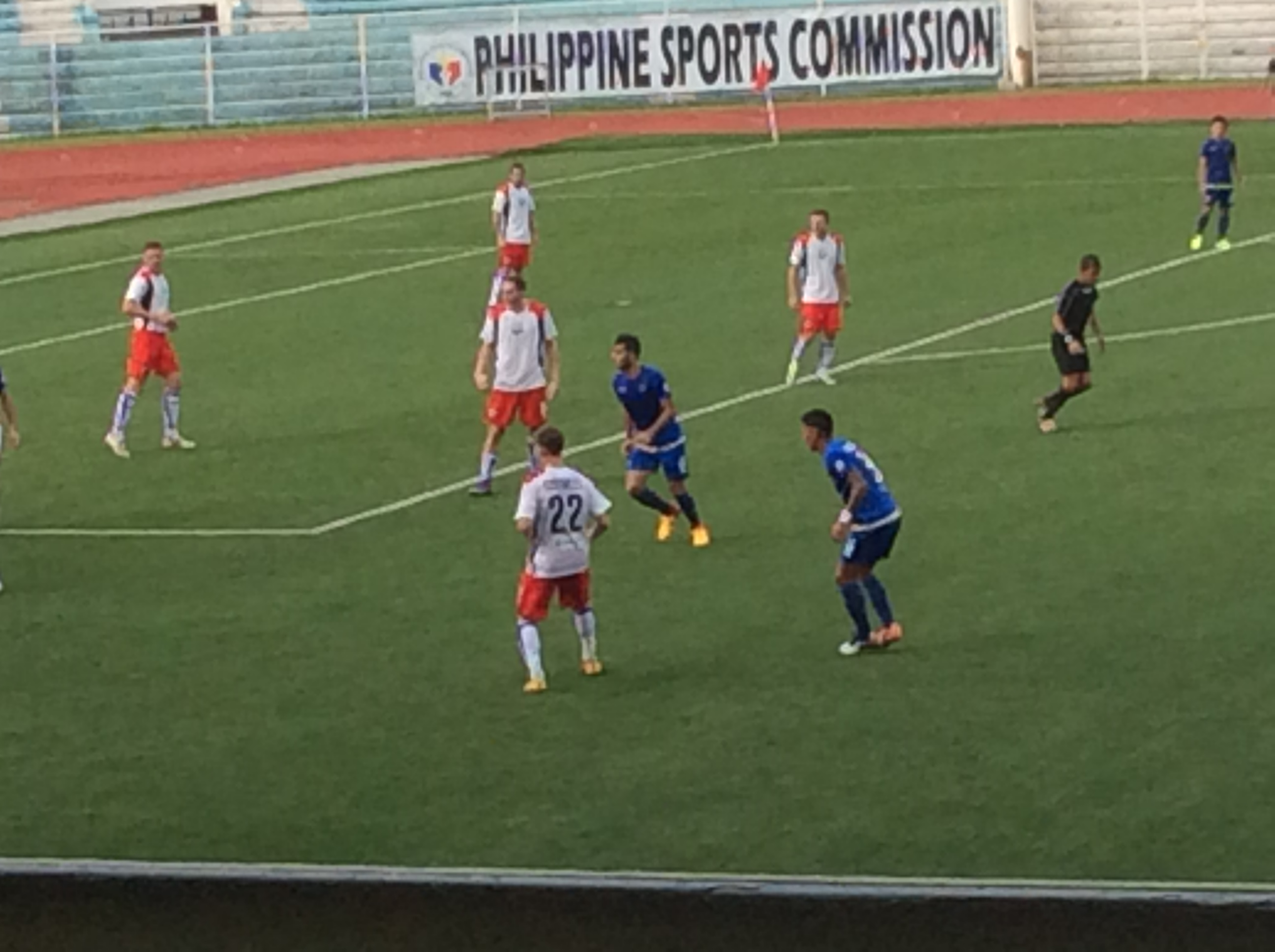
Global FC vs Perth Glory FC de Australia en 2016.

Este equipo empezó en la UFL División 2, pero en solo 1 año obtuvo el ascenso a la máxima categoría como campeón. En su primera temporada en la UFL División 1 fue subcampeón y campeón de la temporada 2011-2012 de la UFL División 1 y es considerado uno de los mejores equipos de Filipinas, ya que es uno de los equipos con más trofeos.
A nivel internacional va a participar en la Copa Presidente de la AFC del 2013, siendo el primer equipo de Filipinas en participar en el torneo y en la Copa de Singapur del 2014.

## Palmarés
- UFL 1: 3

2012, 2014, 2016
- Subcampeón (1): 2011

- UFL 2: 1

2010
- UFL Cup: 1

2010
- Subcampeón (1): 2012

- PFF National Men's Club Championship: 1

2011

## Participación en competiciones internacionales

### AFC
| Temporada | Torneo               | Ronda           | Club               | Casa | Visita |
| --------- | -------------------- | --------------- | ------------------ | ---- | ------ |
| 2013      | President's Cup      | Fase de grupos  | Yeedzin            | 5–0  |        |
| 2013      | President's Cup      | Fase de grupos  | KRL                | 0–2  |        |
| 2013      | President's Cup      | Fase de grupos  | Dordoi Bishkek     | 1–6  |        |
| 2015      | AFC Cup              | Fase de grupos  | South China        | 1–6  | 0–3    |
| 2015      | AFC Cup              | Fase de grupos  | Pahang FA          | 0–0  | 0–0    |
| 2015      | AFC Cup              | Fase de grupos  | Yadanarbon         | 4–1  | 0–2    |
| 2017      | AFC Champions League | 1.ª Preliminar  | Tampines Rovers    | 2–0  |        |
| 2017      | AFC Champions League | 2.ª Preliminar  | Brisbane Roar      | 0–6  |        |
| 2017      | AFC Cup              | Fase de grupos  | Magwe FC           | 1–0  | 4–2    |
| 2017      | AFC Cup              | Fase de grupos  | Boeung Ket Angkor  | 3–1  | 2–0    |
| 2017      | AFC Cup              | Fase de grupos  | Johor Darul Ta'zim | 3–2  | 0–4    |
| 2017      | AFC Cup              | Semifinal ASEAN | Home United        | 2–2  | 2–3    |
| 2018      | AFC Cup              | Fase de grupos  | FLC Thanh Hóa      | 3–3  | 0–1    |
| 2018      | AFC Cup              | Fase de grupos  | Bali United        | 1–1  | 3–1    |
| 2018      | AFC Cup              | Fase de grupos  | Yangon United      | 2–1  | 0–3    |

### Copa de Singapur
| Temporada | Ronda            | Club                     | Sede    | Resultado              |
| --------- | ---------------- | ------------------------ | ------- | ---------------------- |
| 2013      | Preliminar       | Warriors FC              | Visita  | 2–0                    |
| 2013      | Cuartos de final | DPMM FC                  | Neutral | 1–0                    |
| 2013      | Cuartos de final | DPMM FC                  | Neutral | 4–4                    |
| 2013      | Semifinal        | Tanjong Pagar United     | Visita  | 2–2                    |
| 2013      | Semifinal        | Tanjong Pagar United     | Visita  | 1–2                    |
| 2013      | 3.er lugar       | Balestier Khalsa         | Visita  | 0–1                    |
| 2014      | Preliminar       | DPMM FC                  | Local   | 0–7                    |
| 2015      | Preliminar       | Hougang United           | Visita  | 2–1 (a.e.t)            |
| 2015      | Cuartos de final | Geylang Int'l.           | Visita  | 0–1                    |
| 2015      | Cuartos de final | Geylang Int'l.           | Visita  | 4–1 (a.e.t)            |
| 2015      | Semifinal        | Albirex Niigata Singapur | Neutral | 0–1                    |
| 2015      | Semifinal        | Albirex Niigata Singapur | Neutral | 1–2                    |
| 2015      | 3.er lugar       | DPMM FC                  | Neutral | 1–3                    |
| 2016      | Preliminar       | Nagaworld                | Neutral | 5–0                    |
| 2016      | Cuartos de final | Tampines Rovers          | Visita  | 1–3                    |
| 2016      | Cuartos de final | Tampines Rovers          | Visita  | 1–2                    |
| 2017      | Preliminar       | Geylang International    | Away    | 4–4 (a.e.t) 3–2 (pen.) |
| 2017      | Cuartos de final | Boeung Ket Angkor        | Neutral | 3–1                    |
| 2017      | Cuartos de final | Boeung Ket Angkor        | Neutral | 1–2                    |
| 2017      | Semifinal        | Hougang United           | Visita  | 2–2                    |
| 2017      | Semifinal        | Hougang United           | Visita  | 2–1                    |
| 2017      | Final            | Albirex Niigata Singapur | Neutral | 2–2 (a.e.t) 1–3 (pen.) |

### Equipo 2019
La plantilla es: